# 美國鋼鐵大廈
美國鋼鐵大廈（U.S. Steel Tower）是美國賓夕法尼亞州匹茲堡的一座摩天大樓，於1970年完工，高256公尺、64層樓，是當時高度排名世界第八的摩天大樓。現今仍是匹茲堡第一高樓。大廈是美國鋼鐵公司的總部。

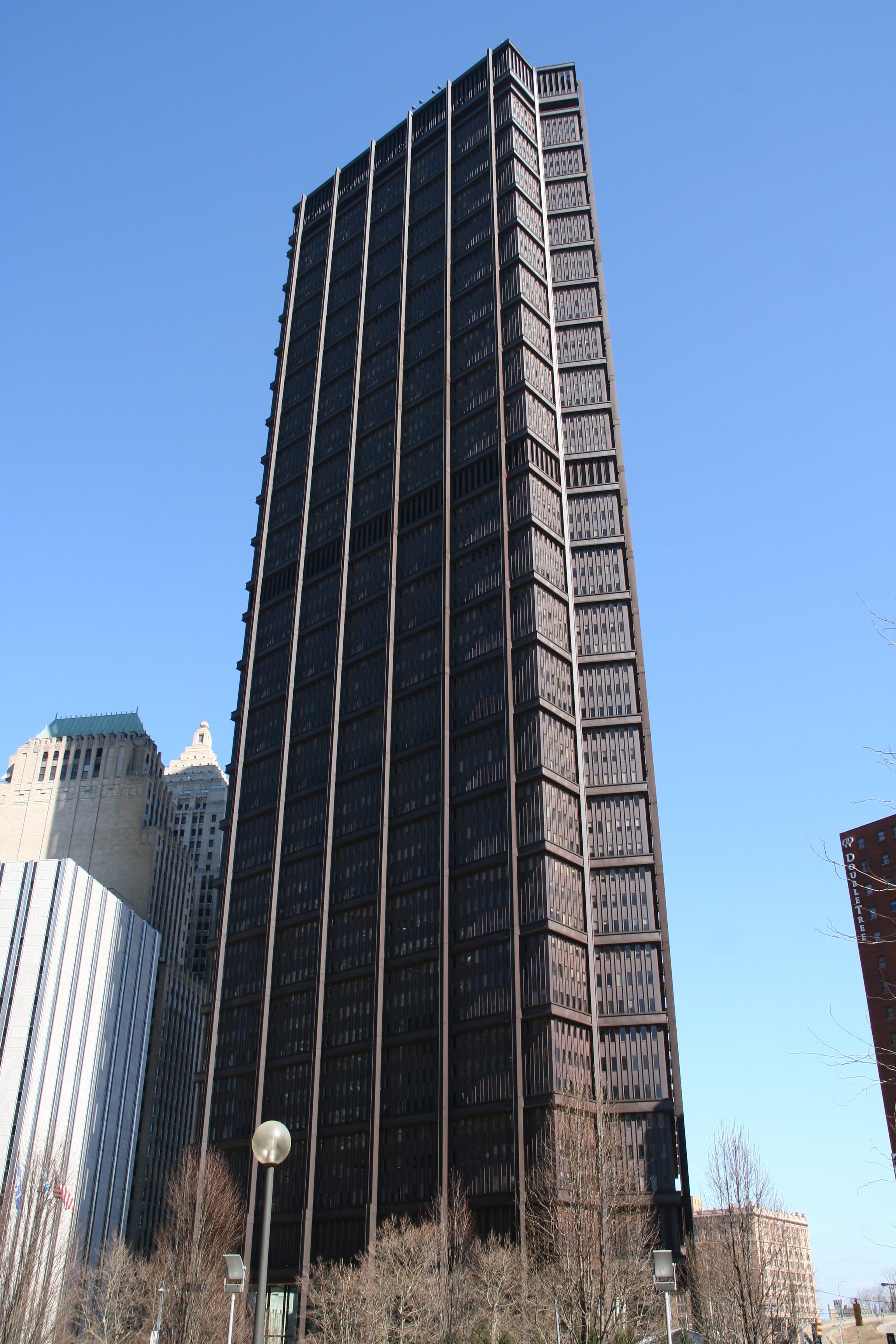
美國鋼鐵大廈